# Кроянское
Кроянское — село в Туапсинском районе Краснодарского края.
Входит в состав Шепсинского сельского поселения.

## География
Село Кроянское расположено на расстоянии 5 км от города Туапсе.

## История
Под именем дача Кроянского на карте Туапсинского округа в 1905 году отмечен населённый пункт. По ревизии от 26 января 1923 года находилось в составе Вельяминовской волости Туапсинского района Черноморского округа Кубано-Черноморской области.
Село Кроянское зарегистрировано в 1964 году в списках населённых пунктов Туапсинского района в составе Вельяминовского Совета. В 1972 году в селе числилось 38 дворов.
На 1 января 1987 года в селе Кроянское Шепсинского сельского Совета проживало 577 человек.

## Население
| 1999 | 2002  | 2010  |
| ---- | ----- | ----- |
| 1303 | ↘1227 | ↗1481 |

## Улицы
- пер. Горный,
- пер. Зелёный,
- ул. Камо,
- ул. Новая,
- пер. Садовый,
- ул. Солнечная,
- ул. Сочинское шоссе,
- ул. Шаумяна.